# Marvel Contest of Champions
Marvel Contest of Champions es un videojuego de lucha  desarrollado y publicado por Kabam. Fue lanzado el 10 de diciembre de 2014 para iOS y Android. El juego se desarrolla principalmente en el Universo Marvel y está fuertemente basado en los eventos de la serie de cómics Concurso de Campeones. En 2019 se lanzó una versión arcade, desarrollada por Raw Thrills y exclusiva para los locales de la empresa Dave & Buster.

## Jugabilidad
Los jugadores asumen el papel de un Summoner, encargado por el Collector para construir un equipo de héroes y villanos de Marvel y enfrentarlos entre sí en combate. El juego es similar al de Injustice: Gods Among Us y Mortal Kombat X, donde la arena de lucha del juego se representa en 3D con un plano 2D para los movimientos de los superhéroes. y acciones. Los nuevos jugadores comienzan con acceso a dos personajes de 1 estrella y pueden trabajar para acceder a personajes adicionales en niveles de estrellas más altos, que van de 2 a 7. Cada uno de los 263 personajes jugables de Marvel Comics se puede actualizar y presenta sus propias clases, movimientos, rasgos, habilidades y movimientos especiales, aunque muchos comparten animaciones.
El juego presenta un sistema de energía que limita la cantidad de batallas basadas en misiones en las que los jugadores pueden competir. La energía se recarga automáticamente a una tasa establecida con el tiempo o los jugadores pueden recargar su energía manualmente. El límite de energía aumenta a medida que los jugadores aumentan su nivel. Los elementos del juego (como cristales) que afectan el juego se encuentran al final de las misiones. Además de las misiones, los usuarios pueden luchar contra oponentes en el modo "Versus" del juego, enfrentando a sus campeones contra los de otro jugador en partidas uno contra uno o tres contra tres en arenas de tiempo limitado. Sin embargo, los oponentes son controlados por IA, por lo que no es una batalla de jugador real en tiempo real. Marvel Contest of Champions requiere una conexión constante a Internet para los modos de un solo jugador y multijugador.
Los controles están diseñados para tocar, en lugar de adaptar botones o joysticks virtuales. El juego incluye opciones de ataque ligero, medio y pesado, así como bloqueo y esquiva. El personaje puede arrastrarse hacia atrás o correr hacia adelante, y cada héroe tiene tres ataques especiales propios (desbloqueados con rangos y estrellas), así como habilidades únicas y una habilidad personal desbloqueable (si se recolecta un duplicado del campeón). Los bonos de sinergia recompensan al jugador por combinar personajes que tienen una relación única. Por ejemplo, poner a Doctor Doom en el mismo equipo con Mr. Fantástico recompensa a cada miembro del equipo con un 6% más de ataque. A medida que los personajes reciben e infligen daño, se llena un medidor de potencia que indica el potencial de movimientos únicos. Cuando el jugador sube de nivel a sus personajes, son posibles ataques especiales más poderosos, pero se pueden usar con menos frecuencia debido a su mayor costo de energía.
Las batallas entre los personajes tienen lugar en una variedad de lugares extraídos de Marvel Comics o Marvel Cinematic Universe, como Asgard, Hell's Kitchen, Knowhere, Oscorp, Tierra Salvaje, Torre Stark, Wakanda, y un Helicarrier de SHIELD.
Los personajes pueden subir de nivel usando ISO-8 y Gold y clasificarse con Catalysts, que se obtienen al luchar en Story Quests, eventos especiales y arena. El ISO-8 específico de clase proporciona una bonificación a los héroes de la clase especificada. Completar misiones proporciona XP (puntos de experiencia) y desbloquea la capacidad de agregar más héroes al equipo de misiones del jugador, hasta un máximo de cinco héroes. Además de participar en una función de chat global, los jugadores también pueden unirse a alianzas. Las alianzas permiten chatear entre otros miembros y brindan la oportunidad de trabajar juntos en misiones y guerras de alianzas, para ganar gloria por materiales y fragmentos de rango para formar cristales.
Marvel Contest of Champions presenta 3 monedas principales en el juego: oro, unidades y fichas de batalla, junto con otras monedas de eventos especiales. El oro se usa para actualizar campeones y comprar boletos y artículos de alianza. Las unidades son la moneda principal que se usa para comprar pociones, revivir, cristales, paquetes, artículos de dominio y boletos de alianza. Los Battlechips se usan para comprar cristales de arena, que pueden dar oro, unidades o la oportunidad de recolectar el Punisher. Unirse y estar activo en una alianza también otorga acceso a Lealtad, que se puede usar para comprar cristales adicionales que ofrecen la oportunidad de recolectar al Coloso imparable.
Además de la búsqueda de la historia principal y las arenas versus, Marvel Contest of Champions presenta una serie de otras misiones para propósitos específicos. Por lo general, hay una historia mensual y una misión de evento correspondiente que gira en torno a los lanzamientos de nuevos personajes. También hay misiones específicas para recolectar catalizadores y oro, junto con un puñado de otras selecciones.
Los jugadores pueden formar equipo con otros jugadores hasta 2 jugadores para ingresar a una mazmorra, donde hay 6 enemigos y un jefe. Hay 2 caminos en el mapa y el jugador tiene que elegir luchar contra un enemigo desde un solo camino. Cada enemigo tiene un nodo vinculado que los jugadores deben derrotar para debilitar a los otros enemigos. Este modo introduce una nueva mecánica llamada "hacks". Un jugador puede elegir un hack al llegar a un nodo de hack. Después de derrotar al jefe, el jugador puede ir a un nodo donde se le presentan 3 opciones: revivir a los miembros de su equipo con un 20 por ciento de salud, tener la opción de elegir un truco de jefe o curar el 40 por ciento de salud de todos sus compañeros de equipo vivos. Las incursiones pueden otorgarte oro, fragmentos de cristal y una nueva moneda llamada artefactos. Los artefactos se pueden usar para comprar cristales y fragmentos de cristales en la tienda de incursión. Cuando se completa una mazmorra de incursión, el jugador recibe puntos y, después de alcanzar un criterio de puntos específico, el jugador recibe oro y fragmentos.
Con el segundo aniversario del juego (Versión 11.1 – 10 de diciembre de 2016), Kabam presentó títulos que los jugadores pueden seleccionar. El jugador comienza con el título predeterminado "Invocador" y los otros títulos se desbloquean completando misiones o cumpliendo otros logros en el juego.

## Personajes
Marvel Contest of Champions presenta una amplia selección de héroes jugables y villanos del universo Marvel Comics, a los que se hace referencia en el juego como "campeones". Originalmente con veintiséis campeones jugables en diciembre de 2014, Kabam normalmente lanza dos nuevos campeones por mes, aunque este número ha variado de uno a cuatro, alcanzando un total de 222 caracteres para abril de 2022. Los campeones jugables se encuentran en una serie de niveles, escalando en nivel de poder y habilidades desde clasificaciones de una a seis estrellas. No todos los campeones están disponibles en todos los niveles y, aunque la mayoría se puede obtener a través de cristales estándar, otros solo se pueden obtener a través de cristales específicos, arenas de tiempo limitado o promociones especiales.
Cada campeón jugable está asignado a una de seis clases:
- Los campeones Cósmicos incluyen representantes de varias razas alienígenas, dioses y seres poderosos con acceso a las fuerzas primordiales del universo. Los ejemplos incluyen Capitán Marvel, Thor y Venom. Su símbolo es un planeta con anillado de color verde azulado.
- Los campeones Tecnológicos confían en la tecnología para mejorar su propia destreza en el combate, como armamento avanzado, robótica o trajes mecanizados. Los ejemplos incluyen Iron Man, Star-Lord y Ultron. Su símbolo es una traza de circuito de color azul profundo.
- Los campeones Mutantes son humanos que nacen con el gen X, que produce un superpoder extraordinario. Estos campeones están mayormente restringidos a miembros de los X-Men, sus equipos derivados y villanos. Su símbolo es una hélice doble de ácido nucleico de color amarillo.
- Los campeones de Habilidad confían principalmente en su propia fuerza física y habilidad de lucha entrenada como asesinos, artistas marciales o maestros de armas. Los ejemplos incluyen Viuda Negra, Blade y Daredevil. Su símbolo es un puño de color rojo.
- Los campeones de Ciencia adquirieron sus habilidades a través de algún tipo de experimento científico o accidente. Los ejemplos incluyen Capitán América, Hulk y Spider-Man. Su símbolo es un vaso de química de color verde.
- Los campeones Místicos manejan o canalizan energía o magia extradimensional, también conocida como Artes Místicas. Los ejemplos incluyen Doctor Strange, Iron Fist y Bruja Escarlata. Su símbolo es un Ojo de la Providencia de color púrpura.

En algunas misiones, usar el campeón de una clase en particular hará que el jugador atraviese "puertas" que bloquean otros caminos. También hay relaciones entre las clases, y cada una tiene una ventaja sobre la otra (por ejemplo, Cósmica tiene una ventaja sobre Tecnología, Tecnología sobre Mutante, Mutante sobre Habilidad, Habilidad sobre Ciencia, Ciencia sobre Mística y Mística sobre Cósmica). Los campeones con una ventaja de clase sobre su oponente obtienen una bonificación de clase, aumentando su ataque base en un cierto porcentaje durante la pelea y reduciendo el ataque base de su oponente.
Además, algunos campeones pertenecen a la clase Combinada, tienen una ventaja sobre todas las demás clases y están representados por un símbolo de color aguamarina.
Algunos personajes no se pueden jugar y sirven como guías y/o jefes permanentes en Story Quests, o como aliados/oponentes temporales en Evento o Alliance Quests. A partir de las actualizaciones de 2021, Kabam ha diseñado doce personajes únicos para el juego, vinculándolos con el tema destacado del juego de un multiverso de variaciones infinitas de personajes más allá incluso de lo que se conoce en el canon de Marvel Comics.

## Desarrollo
El director creativo de Kabam, Cuz Parry, describe el juego como un "juego de lucha de estilo arcade uno contra uno con multijugador y elementos de juego de rol con un modo de búsqueda/historia en el que te enfrentas contra una amplia gama de héroes y villanos del Universo Marvel".
En abril de 2015, Kabam y Longtu Games anunciaron que Marvel Contest of Champions se publicaría en China a finales de 2015. Se cambiaron algunos elementos del juego para el mercado chino. La versión se cerró más tarde y todos los jugadores fueron transferidos a la versión internacional.
En junio de 2015, Marvel anunció la publicación de una adaptación de cómic del juego que tiene lugar en el Marvel universo. El cómic también presentó nuevos héroes como Guillotine, una heroína francesa con una espada mística, y White Fox, una heroína de Corea del Sur. Maestro sirvió como antagonista en la serie.
Kabam y Marvel Games crearon un juego móvil derivado que se lanzó el 16 de diciembre de 2020. Realm of Champions tiene lugar en el mismo universo y amplía la historia de Contest of Champions. La sinopsis decía que Maestro reunió los reinos destrozados como Battleworld y lo gobernó hasta que fue asesinado misteriosamente, lo que provocó que los barones se levantaran y controlaran sus tierras.

## Recepción
Marvel Contest of Champions ha recibido una respuesta generalmente positiva. Tras su lanzamiento en diciembre de 2014, el juego fue nombrado Editors' Choice en la App Store. A partir de 2015, tenía más de 40 millones de descargas.